# Andritsena
Andritsena (griechisch Ανδρίτσαινα (f. sg.), auch Andritsaina) ist ein Gemeindebezirk der Gemeinde Andritsena-Krestena auf der Halbinsel Peloponnes in der griechischen Region Westgriechenland. Von 1951 bis 2010 war es der Sitz einer gleichnamigen Gemeinde.

## Lage

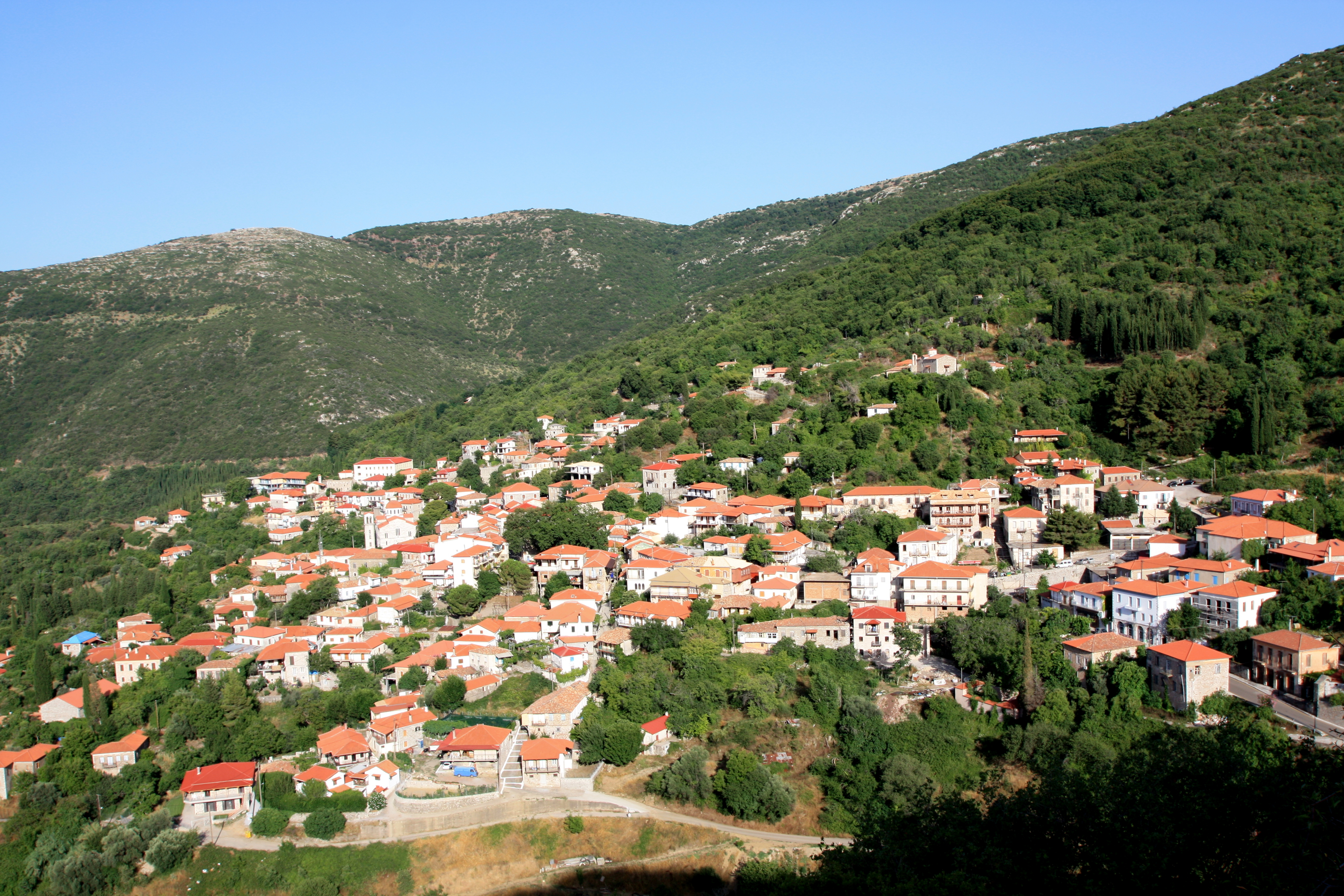
Ansicht von Andritsena

Andritsena liegt in einer Höhe von ungefähr 750 Metern (höchster Punkt bis 1000 Meter) im gebirgigen Herzland zwischen Olympia und Tripoli an der Nationalstraße 76 zwischen Skillounda and Megalopoli. Das malerische Dorf ist häufig Durchgangsstation für Touristen, die den 14 Kilometer südlich gelegenen Apollontempel bei Bassae besuchen möchten.

## Geschichte
Die antike Stadt Andritsaina wurde der Region Arkadien zugerechnet. Ruinen nördlich des Ortes wurden von frühen Forschungsreisenden (Ludwig Ross und Ernst Curtius) erwähnt und fälschlich mit dem antiken Ortsnamen Theisoa in Verbindung gebracht, ließen sich seitdem aber nicht mehr auffinden oder dokumentieren. Aus dem Areal von Andritsena stammen jedoch einige Funde antiker Münzen sowie vier kleine Bronzestatuen der archaischen Epoche. Mittelalterliche Baureste fehlen im Ort.

## Verwaltungsgliederung
Eine Gemeinde Andritsena wurde bereits 1835 gegründet, wurde aufgrund seiner Grenzlage wiederholt umgemeindet. Mit einer weitreichenden Verwaltungsreform wurde diese aufgespalten und Adritsena 1912 zu einer selbstständige Landgemeinde herabgestuft. Der damalige Gebietszuschnitt entsprach der heutigen Dimotiki Kinotita. Mit der Gemeindereform 1997 wurden neun Landgemeinden mit kleineren Dörfer mit der bestehenden Gemeinde Andritsena zusammengeschlossen. Durch die Vereinigung mit weiteren zwei Gemeinden anlässlich der Verwaltungsreform 2010 zur neuen Gemeinde Andritsena-Krestena wurde Andritsena zum Gemeindebezirk, der sich folgendermaßen gliedert:
| Dimotiki Kinotita         | griechischer Name               | Code     | Fläche (km²) | Einwohner 2001 | Einwohner 2011 | Einwohner 2021 | Dörfer und Siedlungen           |
| ------------------------- | ------------------------------- | -------- | ------------ | -------------- | -------------- | -------------- | ------------------------------- |
| Andritsena                | Δημοτική Κοινότητα Ανδριτσαίνης | 39030301 | 31,821       | 663            | 856            | 353            | Andritsena, Karmi, Myli, Sykees |
| Dafnoula                  | Δημοτική Κοινότητα Δαφνούλας    | 39030302 | 08,518       | 306            | 133            | 162            | Dafnoula, Chelidoni             |
| Dragogi                   | Δημοτική Κοινότητα Δραγωγίου    | 39030303 | 12,766       | 120            | 097            | 105            | Dragogi, Kastoungena, Platia    |
| Thisoa                    | Δημοτική Κοινότητα Θεισόας      | 39030304 | 14,346       | 129            | 089            | 050            | Thisoa                          |
| Koufopoulo                | Δημοτική Κοινότητα Κουφοπούλου  | 39030305 | 06,201       | 051            | 021            | 035            | Koufopoulo                      |
| Linistena                 | Δημοτική Κοινότητα Λινισταίνης  | 39030306 | 11,535       | 175            | 110            | 134            | Linistena                       |
| Matesi                    | Δημοτική Κοινότητα Ματεσίου     | 39030307 | 11,840       | 101            | 109            | 056            | Matesi                          |
| Rovia                     | Δημοτική Κοινότητα Ροβίων       | 39030308 | 07,814       | 044            | 037            | 057            | Rovia                           |
| Sekoulas                  | Δημοτική Κοινότητα Σέκουλα      | 39030309 | 15,587       | 319            | 219            | 110            | Sekoulas, Baleika               |
| Fanari                    | Δημοτική Κοινότητα Φαναρίου     | 39030310 | 10,296       | 244            | 127            | 096            | Fanari                          |
| Gemeindebezirk Andritsena | Gemeindebezirk Andritsena       | 390303   | 130,724      | 2152           | 1798           | 1158           |                                 |

## Persönlichkeiten
- Panagiotis Anagnostopoulos (1790–1854), griechischer Freiheitskämpfer und Mitglied der Filiki Eteria
- Athanasios Kanellopoulos (1923–1994), griechischer Politiker